# Oskar Wolkerstorfer
Oskar Wolkerstorfer (2. listopad, 1919 – 11. leden, 1971) byl důstojník Waffen-SS v hodnosti SS-Hauptsturmführer (Kapitán) za druhé světové války. Mimo jiné byl i držitelem Německého kříže ve zlatě a mnoha dalších vyznamenání.

## Shrnutí vojenské kariéry

### Datum povýšení
- SS-Mann – 1. leden, 1937
- SS-Standartenoberjunker
- SS-Untersturmführer – 20. duben, 1940
- SS-Obersturmführer – 1. prosinec, 1941
- SS-Hauptsturmführer – 9. listopad, 1943

### Významná vyznamenání
- Německý kříž ve zlatě – 9. duben, 1943
- Spona za boj zblízka v bronzu
- Železný kříž I. třídy – říjen, 1941
- Železný kříž II. třídy – říjen, 1941
- Odznak za samostatné zničení tanku ve stříbře (3x) – 20. únor, 1942
- Odznak za samostatné zničení tanku ve zlatě – 20. duben, 1943
- Chorvatský řád koruny krále Zvonimira , III. třídy s dubovými ratolestmi – 20. květen, 1944
- Odznak za zranění ve stříbře
- Odznak za zranění ve zlatě
- Útočný odznak pěchoty v bronzu
- Sudetská pamětní medaile
- Medaile za Anschluss
- Medaile za východní frontu
- Umrlčí prsten SS
- Čestná dýka Reichsführera-SS